# Alois Mezera

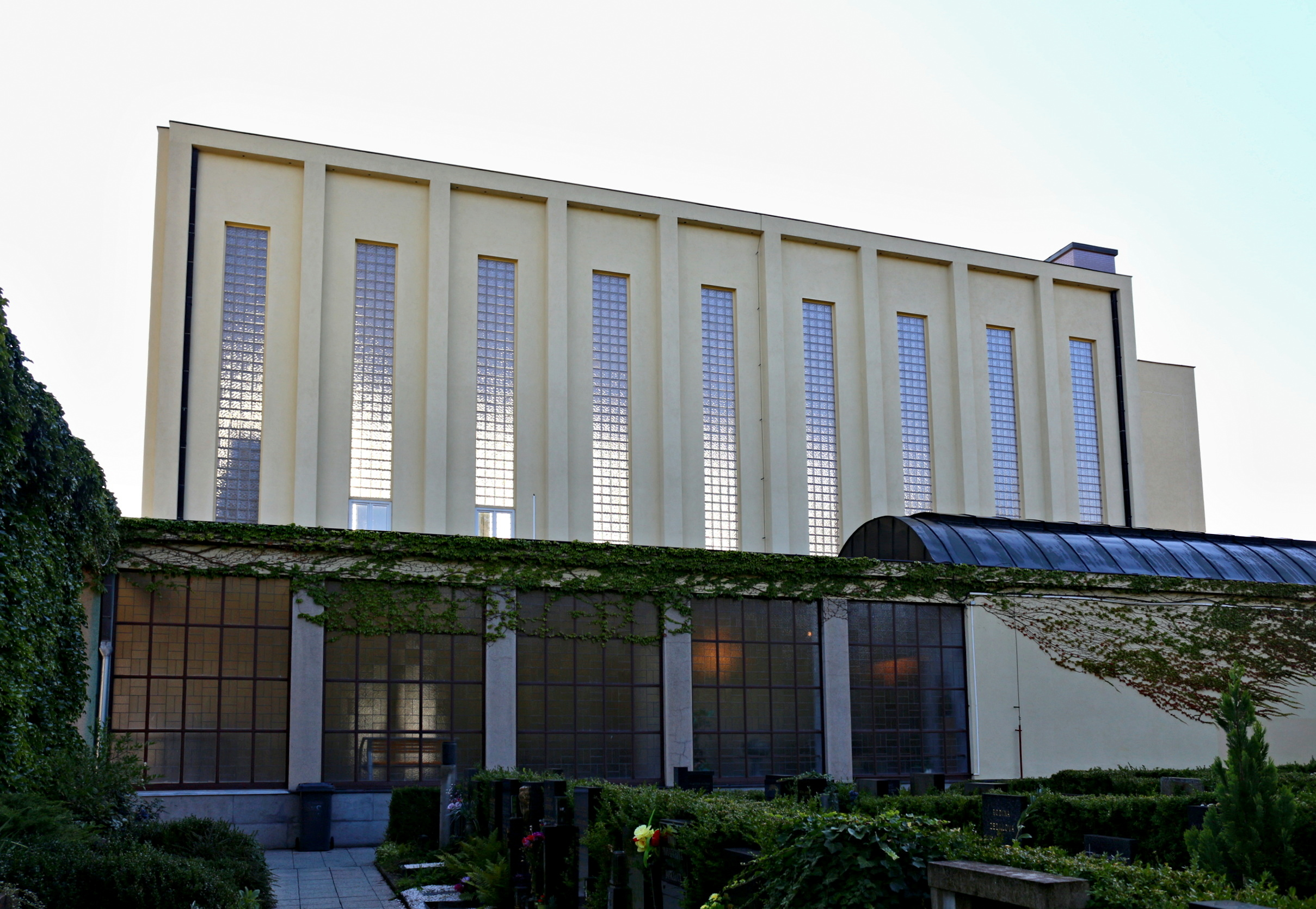
Krematorium Strašnice

Alois Mezera (20. června 1889, Slaný – 26. září 1945, Rýzmburk) byl český funkcionalistický a klasicistně puristický architekt. Patří k opomíjeným osobnostem české architektury. Byl předsedou Společnosti architektů. Jeho manželkou byla malířka Julie Winterová-Mezerová.

## Životopis
Mezi roky 1910–1913 vystudoval na pražské Vysoké škole uměleckoprůmyslové v Praze u Josipa Plečnika. Podílel se také na návrzích interiérů císařských vlaků pro Rakousko-Uhersko a Osmanskou říši.
Oženil se s malířkou Julianou Winterovou a podnikl celou řadu studijních cest po celé Evropě, včetně Turecka.
V letech 1920–1925 byl členem Spolku výtvarných umělců Mánes. Po první světové válce vypracoval celou řadu návrhů památníků obětem tohoto konfliktu. Účastnil se řady architektonických výstav v různých evropských hlavních městech.

## Realizované stavby
- Rodinný dům v ulici u Pernikářky v Praze (1922–1923)
- Nová radnice v Úpici (1922–1923)[4]
- Gymnázium Milana Rastislava Štefánika v Novém Městě nad Váhom (1923)[5][6]
- Gymnázium a školy v Trutnově (1923–1924)
- Soudní budova v České Skalici
- Masarykova národní škola v Ústí nad Labem – Krásném Březně (1927)[7]
- Gymnázium Františka Živného v Bohumíně (1927–1929)
- Krematorium Strašnice v Praze (1927–1930)[8][9]
- Československá velvyslanectví v Berlíně a Ankaře
- Velvyslanectví České republiky v Bělehradu (1927)
- Československý dům v Bělehradě (1928)
- Rodinný dům v ulici Ke Klimentce v Praze (1927–1928)
- Rodinný dům v Kozlovské ulici v Praze (po 1930)
- Nájemní dům v Sokolovské ulici v Praze (1937–1938)
- Nemocenská pojišťovna v Benešově

Kromě toho se účastnil řady soutěží, mj. na kostel na Královských Vinohradech, krematorium na Vyšehradě, Nejvyšší soud v Brně a další.